# Йозеф Філло
Йозеф Філло (словац. Jozef Fillo, 7 квітня 1945, Тренчанське Теплиці) — чехословацький футболіст, фланговий захисник. Після завершенні ігрової кар'єри працював тренером.

## Біографія
Філло народився в Тренчянських Теплицях, але виріс у Братиславі, де з 8 років відвідував футбольну школу місцевого «Слована». З 1963 року став виступати у першій команді і виборов з клубом титул чемпіона Чехословаччини у сезоні 1969/70, став володарем Кубка Чехословаччини у сезоні 1967/68, а також допоміг команді здобути найбільше досягнення в історії — виграти Кубок володарів кубків УЄФА у 1969 році, здолавши з рахунком 3:2 у фіналі грізну «Барселону». Всього провів за команду у чехословацькій лізі 102 матчі і забив 2 голи. . Також зіграв за «Слован» у 1 матчі Кубка європейських чемпіонів і в 10 матчах у Кубка володарів кубків.
17 травня 1964 року зіграв свій єдиний матч у складі збірної Чехословаччини, провівши на полі усі 90 хвилин товариської гри проти Югославії (2:3). Більше за національну збірну не грав, через надзвичайну конкуренцію, яку підтримували гравці «срібної» збірної, які були фіналістами чемпіонату світу в Чилі. Натомість Філло взяв участь у кількох інших неофіційних матчах збірної, у тому числі у знаменитому шестикутному турнірі в Південній Америці, а також виступав за інші збірні, у тому числі олімпійську.
Попрощавшись із великим футболом, він працював у менших клубах, в тому числі тренером. Закінчив Факультет фізичного виховання та спорту Університету Коменського в Братиславі. Працював начальником відділу телекомунікацій, звідки через тридцять років пішов на пенсію.

## Статистика виступів у чемпіонаті
| Ліга                            | Ігор | Голів | Хвилин | Клуб                  |
| ------------------------------- | ---- | ----- | ------ | --------------------- |
| 1-ша чехословацька ліга 1963/64 | 20   | 0     | 1 800  | «Слован» (Братислава) |
| 1-ша чехословацька ліга 1964/65 | 22   | 0     | 1 980  | «Слован» (Братислава) |
| 1-ша чехословацька ліга 1965/66 | 12   | 0     | 1 080  | «Слован» (Братислава) |
| 1-ша чехословацька ліга 1966/67 | 8    | 0     | 720    | «Слован» (Братислава) |
| 1-ша чехословацька ліга 1967/68 | 8    | 0     | 720    | «Слован» (Братислава) |
| 1-ша чехословацька ліга 1968/69 | 11   | 0     | 850    | «Слован» (Братислава) |
| 1-ша чехословацька ліга 1969/70 | 16   | 1     | 1 373  | «Слован» (Братислава) |
| 1-ша чехословацька ліга 1970/71 | 5    | 1     | 347    | «Слован» (Братислава) |
| 1-ша чехословацька ліга 1971/72 | 1    | 0     | 45     | «Слован» (Братислава) |
| Всього                          | 103  | 2     | 8 915  |                       |

## Титули і досягнення
- Чемпіон Чехословаччини (1):

«Слован»: 1969/70
- Володар Кубка Чехословаччини (1):

«Слован»: 1967/68
- Володар Кубка Кубків УЄФА (1):

«Слован»: 1968/69